# Erholungsgebiet Wienerberg
Erholungsgebiet Wienerberg är en park i Österrike.  Den ligger vid Wienerberg i huvudstaden Wien. Erholungsgebiet Wienerberg ligger 181 meter över havet.
Terrängen runt Erholungsgebiet Wienerberg är platt österut, men västerut är den kuperad. Runt Erholungsgebiet Wienerberg är det mycket tätbefolkat, med 3 022 invånare per kvadratkilometer.. Närmaste större samhälle är Wien, 5,5 km norr om Erholungsgebiet Wienerberg. 
Runt Erholungsgebiet Wienerberg är det i huvudsak tätbebyggt.